# Byområde
Et byområde udgør en bys område eller et område med bymæssig bebyggelse. Begrebet skiller sig i forhold til omgivelser ud ved at være vel afgrænset, en sammenhængende bebyggelse med et vist befolkningstal og -tæthed samt virksomhed, der skiller sig ud fra det omgivende, åbne land.
Byområdebegrebet som det kendes i dag kan betegnes som et dynamisk statistisk bybegreb, der er efter retningslinjer fra FN er blevet indført i en lang række lande i verden. Det er sket for bedre at kunne sammenligne byer på tværs af landegrænser. Bl.a. for at kunne måle urbaniseringsgraden i kommuner, regioner og lande. I henhold til de da gældende afgrænsninger for byområder boede i 2007 for første gang mere end halvdelen af jordens befolkning i byområder.
Afgrænsningen af byområder ændrer sig ifølge sagens natur hele tiden i takt med, at der bygges nyt (eller sjældnere, at et byggeri nedrives og sporene efter det forsvinder). Derfor vil afgrænsningen af byområder skifte fra gang til gang, når der foretages en ny opgørelse over byområdet og dets befolkning. Dette giver statistikere problemer, når de vil undersøge befolkningsudviklingen for et bestemt byområde, idet denne kan skyldes dels fødselsoverskud, dels tilflytning eller fraflytning, dels indlemmelse af tidligere selvstændige bebyggelser i byområdet.

## Afgrænsninger af byområder
I almindelighed er der dog enighed om, at et byområde skal opfylde tre betingelser:
1. bebyggelsen skal have en vist tæthed, det vil sige at der fastsættes en maximumafstand mellem bygningerne, der dog kan afviges, hvis særlige forhold taler herfor (store torve og pladser, parker eller lignende),
2. befolkningens skal have en vis mininimumstørrelse; denne afviger imidlertid betydeligt fra land til land,
3. befolkningen forudsættes overvejende at ernære sig ved andre næringer end landbrug og fiskeri, det vil sige vareforædling (håndværk og industri) eller tjenesteydelser i bredeste forstand.[kilde mangler]

## Den danske byområdedefinition
Den danske byområdedefinition bygger på FN's retningslinjer for afgrænsning af byområder.
Fra 1. januar 2006 er afgrænsningen af byområderne sket ved hjælp af Kort & Matrikelstyrelsens bypolygoner, som angiver bygrænserne ved brug af x-og y-koordinater:

"Hvornår er en by en by og hvornår ikke?
Kort & Matrikelstyrelsen (KMS) har, som Danmarks infrastrukturvirksomhed ansvaret for udarbejdelsen af kortdata og for klassifikation af det danske landskab. Siden 1. januar 2006 har KMS leveret omkransningen af byer til Danmarks Statistik (DS).En bebyggelsespolygon dækker over både by og sommerhusbebyggelse og er et udtryk for yderkanten af afgrænsningen mellem en sammenhængende bebyggelse og landområdet baseret på Kort & Matrikelstyrelsens grunddata. Grønne områder, idrætspladser og industri kan indgå i bebyggelsen. At bebyggelsen er sammenhængende vil som hovedregel sige, at afstanden mellem husene ikke overstiger 200 meter, medmindre afbrydelsen skyldes offentlige anlæg, kirkegårde o.l. Danmarks Statistik bruger disse polygoner, der markerer grænserne for en bys udbredelse og samtidig definerer, hvilke adresser der er hjemmehørende i byerne, og hvilke der ligger udenfor. Ved at bruge et adresseregister med tilknyttede koordinater kan alle adresser inden for en given polygon identificeres. Fra CPR hentes oplysninger om antallet af personer på de enkelte adresser. Antallet af indbyggere i et byområde kan på den måde opgøres. Danmarks Statistik udgiver efterfølgende en byopgørelse, hvor kravet er, at indbyggerantallet er over 200 indbyggere. Kommer en by under 200 indbyggere har det derfor ingen betydning i Kort & Matrikelstyrelsens opfattelse af at det stadig er en by. KMS knytter normalt et stednavn til bypolygonen og har et omfattende stednavneregister, hvis indhold er indsamlet i "marken". Med jævne mellemrum bliver indholdet af stednavneregistret konfereret med den lokale kommune." 
Kort og Matrikelstyrelsen har senere skiftet navn til Geodatastyrelsen, men er stadig en afdeling af Miljøministeriet.

Afgrænsninger af det statistiske bybegreb er uens i forskellige lande lige som retningslinjerne for bybegrebet heller ikke er de samme i alle lande. Afgrænsninger omfatter dels samlede befolkningstal, dels en vis befolkningstæthed pr kvadratkilometer. Nogle lande anvender juridiske definitioner i lighed med de gamle danske købstads- og handelsplads-begreber. Disse forskelle må ses i lyset af de ulige forhold i ulige lande: uens befolkningsstørrelse og -tæthed, uens udviklingstrin i erhvervsøkonomisk henseende, ulige naturgivne vilkår med mere. Til belysning af de store uligheder fra land til land gives en oversigt over de krav til mindstebefolkninger i byområder, som omkring 1980 var i brug i en række lande.
| Definition af "byområde" | Antal lande, der anvender definitionen | Eksempel      |
| ------------------------ | -------------------------------------- | ------------- |
| under 1.000              | 4                                      | Sverige       |
| 1.000 - 1.999            | 7                                      | Canada        |
| 2.000 - 2.999            | 27                                     | USA           |
| 3.000 - 4.999            | 11                                     | Saudi Arabien |
| 5.000 - 7.499            | 21                                     | Holland       |
| 7.500 - 9.999            | 1                                      | Libyen        |
| 10.000 eller derover     | 2                                      | Japan         |

Note: I denne eksempeloversigt indgår 73 lande

## Det statistisk-geografiske byområde og det politisk-administrative
Det byområdebegreb, som anvendes af geografer og statistikere, er udviklet, fordi det politisk-administrative bybegreb viste sig at være uheldigt. I ældre tid blev det politisk-administrative bybegreb i Danmark anvendt om købstæder og handelspladser, idet disse var tillagt visse rettigheder i næringsmæssig og politisk henseende (eneret til håndværk og handel i et nærmere afgrænset område, selvstyre og egen retsinstans med mere). Da købstæderne i 1800-tallet begyndte at vokse ud over de administrative grænser og samtidigt nye byer voksede frem i det åbne land, forsøgte man politisk i begyndelsen at tilpasse lovgivningen til de nye tilstande. Det viste sig snart at være uoverkommeligt, og statistikere og geografer udviklede derfor nye begreber for at angive de dele af de bymæssige bebyggelser der ikke hørte under købstæder eller handelspladser: forstæder, stationsbyer med videre. På den anden side rummede de oprindelige købstadskommuner såkaldte landdistrikter inden for kommunegrænsen, der ikke var bymæssigt bebyggede.
Sådanne forhold kendes fra mange lande. Som et illustrativt eksempel vises Tønsberg i Norge. Ulighederne mellem tettstedet, kommunen og byen Tønsberg viser hvorfor, der er behov for et statistisk-geografisk bybegreb. Det sammenhængende tæt bebyggede område i Tønsberg-området er delt næsten midt over af en kommunegrænse. Byfjorden og Kanalen var længe en vigtig kommunikationsåre gennem bybebyggelsen, som i 1800-tallet udviklede sig også på Nøtterøy.
Kommunen Tønsberg har store jordbrugsarealer og en stor andel spredt bebyggelse og flere mindre tettsteder, samtidig som næsten halvdelen af tettstedet Tønsberg ligger i nabokommunen Nøtterøy. Den administrative grænse mellem Tønsberg og Nøtterøy er tilfældigt trukket i forhold til udviklingen af den tætte bebyggelse, og folketallet i den del af tettstedet Tønsberg, som ligger inden for Tønsberg kommunes grænser bliver derfor mindre interessant som mål for hvor stor, byen Tønsberg er. Tønsberg blev ca. 1875 tillagt den del af øen Nøtterøy, som vendte mod Kanalen. Senere har den bymæssige bebyggelse strakt sig længere og længere sydover på Nøtterøy således, at det gamle kommunecenter Borgheim ligger inden for tettstedet Tønsberg.
For en historiker er de politisk-administrative bygrænser derimod ikke uden betydning, idet de jo medvirker til at fastlægge de rammer, som livet på hver side af grænsen måtte indrette sig efter.

## Afgrænsninger i forskellige lande
I det følgende skal gives en oversigt over en række landes måde at afgrænse byområder på.

### Australien
I Australien, defineres byområder som bebyggelser med 1.000 indbyggere eller derover og en befolkningstæthed på 200 personer eller mere pr kvadratkilometer.

### Canada
I Canada defineres byområder som bebyggelser med 1.000 indbyggere eller derover.

### Danmark
Et byområde er i dag, ifølge Danmarks Statistik et begreb, der dækker over en afgrænset, sammenhængende bebyggelse med maksimum 200 meters afstand mellem områdets huse/bygninger. I denne afstandsdefinition medregnes offentlige anlæg som kirkegårde, parker o.l. ikke. Det er ligeledes et krav, at bebyggelsen har mindst 200 indbyggere på selve opgørelsestidspunkt. Et byområde kan – i modsætning til byer – omfavne flere administrative områder.
Den samme definition er blevet benyttet siden 1976, der kan dog være udsving pga. manglende kortmateriale tilbage i tiden.
En undtagelse fra definitionen er Hovedstadsområdet, som frem til og med 1998 består af hele kommuner. Fra 1999 er der udskilt byområder indenfor de kommuner som tidligere tilhørte Hovedstadsområdet, hvorved Hovedstadsområdet herefter udgør et mindre areal og indbyggertal.
Byopgørelsen fra 1. januar 2006 og frem er gennemført med en ny opgørelsesmetode i forhold til tidligere, idet Geodatastyrelsens bebyggelsespolygoner nu anvendes.

### England
I England og Storbritannien anvendes begrebet urban area. Den nedre grænse for indbyggertallets størrelse er 1.500. Greater London Urban Area med omkring 8.3 millioner mennesker er landets største byområde.

### Estland
I Estland skelnes mellem 4 bytyper:
- Linn (svarer til købstad). Pr. 1 januar 1992 var der 33 stæder: Antsla, Elva, Haapsalu, Jõgeva, Kallaste, Keila, Kilingi-Nõmme, Kiviõli, Kunda, Kuressaare, Kärdla, Maardu, Mustvee, Mõisaküla, Narva, Otepää, Paide, Paldiski, Põltsamaa, Pärnu, Rakvere, Sillamäe, Sindi, Suure-Jaani, Tallinn, Tapa, Tartu, Tõrva, Türi, Valga, Viljandi, Võru.
- Alev (svarer til flække eller handelsplads). En alev havde i sovjettiden mindst 2.000 indbyggere, efter den estiske selvstændighed dog mindst 1.000 indbyggere. Pr. 1 januar 1983 havde Estland 24 alev-er, pr. 1 januar 1992 20, og ifølge cirkulære af 12.03.2006 10 alev-er: Aegviidu, Järva-Jaani, Järvakandi, Kohila, Kohtla-Nõmme, Lavassaare, Märjamaa, Pärnu-Jaagupi, Tootsi og Vändra.
- Alevik (svarer til bymæssig bebyggelse/by). Fra 1974 skulle en alevik have mindst 300 indbyggere.
- Küla (svarer til landsby). Det skal hertil bemærkes, at den estiske befolkningsstatistik opgør indbyggertallet selv i små landsbyer og her tager udgangspunkt i ejerlavet = den administrative grænse, ikke tætbebyggelse.

Estland er opdelt i sognekommuner (estisk: vald), flækker (estisk: alevid) og købstæder (estisk: linnad). Landet har forgæves forsøgt at gennemføre en kommunalreform, men lader for tiden kommunesammenlægninger ske frivilligt, idet der ydes ekstra tilskud til sammenlagte kommuner. I de senere år er flere små byer og enkelte købstæder blevet sammenlagt med omgivende sognekommuner. Derved er selvstyret i de små bysamfund (Alev, Linn) reelt blevet erstattet af kommunalbestyrelser i de nye, sammenlagte kommuner.
Hovedstaden Tallinn har foruden et fælles byråd tillige et antal bydelsråd med en uklar og ret svag stilling.

### Finland
Finland har ved fastlæggelsen af finske byområder (finsk: taajama, svensk: tätort) henholdt sig til de fællesnordiske retningslinjer.
I ældre tid skelnede man i Finland mellem:
- Kaupunki (købstad), hvorved forstås privilegerede byer med selvstyre. En del af disse var stabelstæder med ret til sejlads og handel med udlandet, andre ikke.[9]
- Kauppala (købing) stammende fra og svarende til det svenske köping, det vil sige steder med handel tilladt for handlende fra en nærliggende stad.
- Esikaupunki (svensk: förstad, forstad), der i Finland for alvor voksede frem i 1800-tallet og som regel i form af træhuse (hvorimod huse i købstæderne oftest var opførte i sten) med stor brandfare, desuden manglende vandforsyning og kloakering, hvilket bidrog til svækkelser af sundhedstilstanden.[10]
- Fabrikssamhällen (svensk, fabriksbyer), der opstod omkring fabriksanlæg, som udnyttede Finlands utallige vandstrømme og vandfald som led i deres fremstillingsmåde. De fabrikker, der således gav anledning til opkomst af nye bysamfund, var savværker, jernværker, glasværker, spinderi eller væveri.[11]
- Rautatieasula (svensk: stationssamhällen, stationsbyer), der udviklede sig i tilknytning til jernbanenettets udbygning. En del stationsbyer udviklede sig i gamle kirkelandsbyer (kirkonkylä), andre i hidtil stort set ubebyggede områder. Flere af disse steder opnåede tillige status af köping og dermed muligheden for at udvikle oplandstjenester.[12]

### Folkerepublikken Kina
I Kina defineres byområder som områder med en befolkningstæthed på 1.500 personer pr kvadratkilometer. For områder med lavere befolkningstæthed udskilles samledes bydannelser som bymæssige.

### Frankrig
I Frankrig anvendes udtrykket unité urbaine. Der kræves mindst 2.000 indbyggere og en størsteafstand mellem bygningerne på 200 meter.
Frankrig har et forvaltningssystem med små kommuner, og en unité urbaine defineres uafhængigt af kommunegrænser.

### Japan
I Japan defineres byområder som steder med en befolkningstæthed på mindst 4.000 indbyggere pr kvadratkilometer.

### New Zealand
I New Zealand defineres en by som en samlet bebyggelse med mindst 1.000 indbyggere.

### Norge
I Norge defineres tettsted på samme måde som det danske byområde, med det undtagelse af, at afstanden mellem husene højst må være 50 m. Men skønsmæssigt kan det tillades, at afstanden er større, når det gælder husgrupper inden for et større tettsteds influensområde. Alligevel tillades naturlige huller i bebyggelsen i forbindelse med parker, veje, dyrket jord med mere. Ubeboede huse, som benyttes af næringslivet, regnes med i tettstederne, men jordbrugsbygninger regnes ikke med.
Begrebet tettsted blev indført i norsk af geografen Hallstein Myklebost i 1950-erne som led i arbejdet med at studere urbaniseringsprocessen. Begrebet var en fornorskning af det svenske tätort, som da allerede var taget i brug.
Begrebet blev udviklet som et alternativ til det administrative bybegreb, som var rådende i første halvdel af 1900-tallet i Norge. Byer blev da defineret ud fra sine administrative grænser og formelle rettigheder. De gamle byer havde ofte ret snævre grænser. Disse var ofte knyttet direkte til overgangen mellem tæt bebyggelse og mere spredt bebyggelse. Sådanne steder var skabt i en tid, da folk bevægede sig til fods. I 1950-erne var mange gamle byer vokset langt ud over deres administrative grænser. Samtidig var mange nye bymæssige bebyggelser opstået der, hvor der før var landlige omgivelser. De sammenhængende byområder fulgte derfor ikke nødvendigvis de administrative grænser. Det var vanskelig at skaffe statistik for at studere urbaniseringsprocessen, som var en vigtig del af samfundsudviklingen.
Begrebet blev straks en del af det gængse norske sprog som en benævnelse for en tæt bebyggelse med et urbant præg – også og ikke mindst for sådanne, hvor det alligevel ville falde unaturligt at bruge begrebet by. Denne alternative forståelse af begrebet er – for de fleste nordmænd – blevet den mest almindelige måde at bruge begrebet på.
I Norge skelnede man i ældre tid mellem følgende tettsteder eller bymæssige bebyggelser:
- Kjøbstad (købstad)
- Bergstad (bjergstad eller mineby)
- Ladested (ladeplads)
- Fiskevær (fiskerleje)
- Uthavn (udhavn)

Under urbaniseringen i Norge fra midten af 1800-tallet tilkom yderligere:
- Forstad
- Stasjonsby (stationsby)

### Polen
I Polen defineres byområder som områder med status af "by" eller stad, (miasta). Dette kan sammenlignes med forholdene i Danmark til 1901, hvor kun købstæder og handelspladser havde status som bymæssige områder.

### Sverige
Et byområde i Sverige (svensk: tätort) defineres som i Danmark som er samlet bebygget område med mindst 200 indbyggere. Desuden har man en gruppe af hus- eller gårdsamlinger (småort) med 50-199 indbyggere og højst 150 m mellem husene. De svenske tätorter bliver uformelt inddelt i 4 klasser efter deres historiske baggrund og karakter.
I ældre tid (1800-tallet og senere) skelnede man i Sverige således mellem:
- købstad (svensk: stad, flertal städer),
- handelsplads (svensk: köping) som regel med selvstyre,
- bydannelser uden selvstyre (svensk: municipalsamhälle), herunder stationsby (svensk: stationssamhälle eller järnvägssamhälle) samt
- bydannelser i tilknytning til landlige fabrikker (svensk: komplementsamhälle).

Grænserne mellem de ulige typer bestod i omfanget at de love og bestemmelser, hvis gyldighed var udstrakt til dem.
I 1900 blev der for første gang indhentet oplysninger om köpingsliknande samhällen, hvilke i 1910 skiftede navn til tättbebyggda samhällen på landsbygden.
Fra 1920 til 1945 blev hele befolkningen i de formelle bykommuner regnet som byboere, og i oveni havde man såkaldte befolkningsagglomerationer med mindst 200 indbyggere i landkommunerne. Det næste skridt var at opdele bykommunerne i områder med bymæssig bebyggelse og spredt bebyggelse. I 1930 blev begrebet tätort taget i brug. Betegnelsen "centralort" betegner hovedbyen i en kommune.
Fra 1965 anvendtes et tettstedsbegreb svarende til det norske, men man holdt sig strengt til den fælles nordiske definition med en mindstegrænse på 200 meter mellem husene.
Fra 1971 ophørte særstilling i lovgivningsmæssig henseende for bykommuner i Sverige, og dermed blev alle kommuner ligestillede.

### USA
I USA findes to typer af byområder: betegnelsen "urbaniseret område" (Urban area) betegner et byområde med 50.000 indbyggere eller derover. Byområder med under 50.000 indbyggere kaldes "urbane samlinger" (urban clusters). Urbaniserede områder blev først udpeget i USA i folketællingen for 1950 census, mens "urban clusters" tilkom ved folketællingen år 2000. Der findes 1.371 byområder i USA med over 10.000 indbyggere.
USA's statistiske bureau (The US Census Bureau) definerer et byområde som områder med en befolkningstæthed på mindst 1.000 personer pr square mile (= 386 pr kvadratkilometer).
Omkring 70 % af befolkningen i USA lever i eller omkring bykoncentrationer.